# 1994-es közgyűlési választások Jász-Nagykun-Szolnok megyében
Az 1994-es megyei közgyűlési választásokat december 11-én bonyolították le, az általános önkormányzati választások részeként.
Jász-Nagykun-Szolnok megyében több mint százhúszezer polgár, a szavazásra jogosultak kevesebb mint fele, ment el szavazni. A szavazók tizenkilenc szervezet jelöltjei közül választhattak.
A legtöbb szavazatot az MSZP kapta, ami tizennégy képviselői helyet jelentett számukra a közgyűlésben. Mögöttük a jobboldali pártok közös listája végzett, tizenegy széket biztosítva az FKGP, a KDNP és az MDF számára. Az SZDSZ harmadik lett, hat megyeházi hellyel, négy jutott az őket követő Fidesznek. Bekerült még a közgyűlésbe a tiszamenti, a tiszazugi és a jászsági települések közös listájának két jelöltje. Ugyancsak két szék jutott a Munkáspártnak, egy pedig a Pedagógus Szakszervezetnek.
Kimaradt a közgyűlésből további nyolc társadalmi szervezet.
A közgyűlés új elnöke Iváncsik Imre lett, aki az MSZP középvárosi listájának éléről került be a közgyűlésbe.

## A választás rendszere
A megyei közgyűlési választásokat az országosan megrendezett általános önkormányzati választások részeként tartották meg. A szavazók a településük polgármesterére és a helyi képviselőkre is ekkor adhatták le a szavazataikat.
1994 őszén az országgyűlés alapvetően megváltoztatta a megyei közgyűlésekre vonatkozó választási eljárást.
A közgyűlési választásokon a községek, nagyközségek és városok polgárai szavazhattak. A megyei jogú városban élők – mivel nem tartoztak a megye joghatósága alá – nem vettek részt a megyei közgyűlés megválasztásában.
A megye területét két választókerületre osztották, az egyikbe a legfeljebb 10 ezer lakóval bíró kistelepülések, a másikba az ennél népesebb középvárosok tartoztak. A választásokon pártok, társadalmi, ill. nemzetiség szervezetek állíthattak listákat. A szavazatokat a két választókerületben külön-külön számolták össze és osztották el arányosan az adott kerületben az érvényes szavazatok 4%-át elérő szervezetek között.

### Választókerületek
|                                  | Település | Lakó    | Választó- polgár | Megyei képviselő |
| -------------------------------- | --------- | ------- | ---------------- | ---------------- |
| Kistelepülések 10 ezer lakóig    | 68        | 196 993 | 149 276          | 22               |
| Középvárosok 10 ezer lakó fölött | 9         | 161 151 | 122 069          | 18               |
| Közgyűlési választókerületek     | 77        | 358 144 | 271 399          | 40               |
| Megyei jogú város Szolnok        | 1         | 81 475  | (61 700)         | –                |
| Összesen                         | 78        | 439 619 | (333 045)        | 40               |

Jász-Nagykun-Szolnok megyében a közgyűlés létszáma 40 fő volt. A kistelepülési választókerületben 22, a középvárosiban pedig 18 képviselőt választhattak meg. Szolnok, mint megyei jogú város nem tartozott a megye joghatósága alá, s így polgáraik nem is szavazhattak a megye önkormányzatának összetételéről.
A közgyűlést a megye 63 községének és nagyközségének, illetve tizennégy városának polgárai választhatták meg. A városok közül azonban csak kilencben éltek tízezernél többen, így csak ez a kilenc tartozott a középvárosi választókerületbe.
A választásra jogosult polgárok száma 271 ezer volt. A polgárok ötöde lakott háromezer fősnél kisebb községekben, míg 45%-uk tízezer fősnél népesebb városokban élt.
A legkevesebb választópolgár a megye közepén található Hunyadfalva (177) és Csataszög (241) községekben élt, míg a legtöbb Jászberény városában lakott (23 402).
| A közgyűlési választók eloszlása településméret szerint | A közgyűlési választók eloszlása településméret szerint | A közgyűlési választók eloszlása településméret szerint | A közgyűlési választók eloszlása településméret szerint | A közgyűlési választók eloszlása településméret szerint | A közgyűlési választók eloszlása településméret szerint                                            |
| Településméret (lakók száma)                            | Településméret (lakók száma)                            | Település                                               | Választójogosult                                        | Választójogosult                                        | Megjegyzés                                                                                         |
| ------------------------------------------------------- | ------------------------------------------------------- | ------------------------------------------------------- | ------------------------------------------------------- | ------------------------------------------------------- | -------------------------------------------------------------------------------------------------- |
|                                                         |                                                         |                                                         |                                                         |                                                         | |
| Kistelepülési választókerület                           |                                                         |                                                         |                                                         |                                                         | |
|                                                         | 1 – 1 300                                               | 18                                                      | 11 102                                                  | 4,09%                                                   | legkisebb község: Hunyadfalva, Csataszög                                                           |
| 1 301 – 3 000                                           | 28                                                      | 42 217                                                  | 15,56%                                                  |                                                         | |
| 3 001 – 5 000                                           | 9                                                       | 27 561                                                  | 10,16%                                                  |                                                         | |
| 5 001 – 10 000                                          | 13                                                      | 68 396                                                  | 25,21%                                                  | új város: Jászfényszaru (1993), Jászárokszállás (1991)  | |
|                                                         |                                                         | 68                                                      | 149 276                                                 | 55,01%                                                  | |
|                                                         |                                                         |                                                         |                                                         |                                                         | |
| Középvárosi választókerület                             |                                                         |                                                         |                                                         |                                                         | |
|                                                         | 10 000 – 25 000                                         | 8                                                       | 98 667                                                  | 36,36%                                                  | Kunszentmárton, Túrkeve, Tiszaföldvár, Kisújszállás, Tiszafüred, Mezőtúr, Karcag, Törökszentmiklós |
| 25 000 fölött                                           | 1                                                       | 23 402                                                  | 8,62%                                                   | Jászberény                                              | |
|                                                         |                                                         | 9                                                       | 122 069                                                 | 44,99%                                                  | |
|                                                         |                                                         |                                                         |                                                         |                                                         | |
| Összesen                                                | Összesen                                                | 77                                                      | 271 345                                                 | 100%                                                    | |

## Előzmények

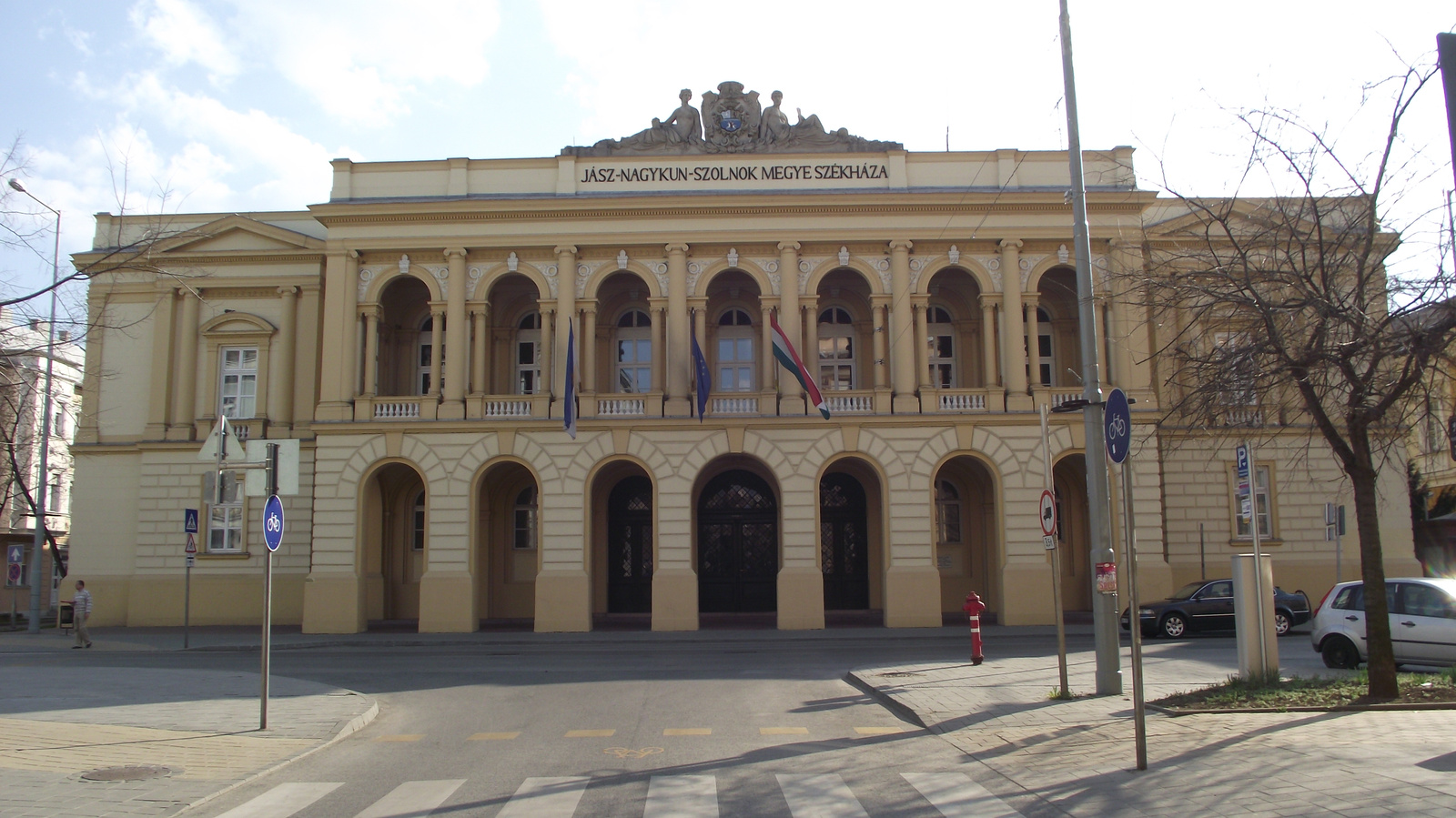
Megyeháza, Szolnok

### 1990, az első közgyűlés
1990-ben a megyei közgyűléseket közvetett módon választották meg. A választás módjából fakadóan az eredmények párterőviszonyok kifejezésére nem voltak alkalmasak.
1990. december 14-én, Szolnokon ült össze az új önkormányzati rendszerben megválasztott első közgyűlés. Ezen az ülésen az ötven fős közgyűlés negyvennyolc szavazattal elnökké választotta Boros Lajost, a megyei tanács osztályvezetőjét.
Hosszas előkészítő munka után, 1991. február 8-án alelnökké választották Rédai Istvánt (jászberényi Áfész-elnökhelyettes), Erdei Andrást (abádszalóki tsz-elnökhelyettes) és Ferenczi Györgyöt (tiszaföldvári Óvónőképző igazgató).

## Jelöltállítás
Tizenkilenc szervezet vett részt a jelöltállítási folyamatban. A kistelepülési választókerületben 9, a középvárosiban 12 listát állítottak, a jelöltek száma összesen 241 volt (125+116).
A listák felét az országos pártok állították, a jelöltek java része viszont az ő listáikon szerepelt. Hét országos párt mellett egy tucatnyi megyei és helyi társadalmi szervezet vett részt a jelöltállítási folyamatban.

### Listák
Lista állításához mind a két választókerületben külön-külön kellett ajánlásokat gyűjteni. Ezen a választáson a többes ajánlás volt érvényben, ami szerint egy választópolgár több listára is adhatott ajánlást. Az ajánlások gyűjtésére bő két hét állt rendelkezésre – november 6. és 21. között. Ez alatt az idő alatt a választókerületi polgárok 0,5%-ának ajánlását kellett megszerezni. A Jász-Nagykun-Szolnok megyei kistelepülési választókerületben ez 747, a középvárosiban 611 ajánlást jelentett. Lehetőség volt önálló és közös listák állítására is. A közös listák esetében ugyanannyi ajánlásra volt szükség, mint az önállóak esetében. Arra is volt lehetőség, hogy egy szervezet csak az egyik választókerületben állítson listát, sőt arra is, hogy a két választókerületben más-más módon állítson listát.
Az országgyűlési pártok mindegyike állított listát mind a két választókerületben. Három jobboldali párt, az FKGP, a KDNP és az MDF közös listát állított. A többi párt önállóan indult. Az országgyűlési pártokon kívül a Munkáspárt állt még rajtvonalhoz.
A megyei szervezetek közül a megye különböző területeit lefedő önkormányzati szövetségek együttesen vettek részt a választásokon. A középvárosi kerületben a jászsági és tiszazugi szervezet, míg a kistelepülésiben ugyanők a közép-tiszamentiekkel kiegészülve közösen állítottak listát. Mind a két választókerületben megmérette magát a Népfőiskolai Társaság és a Népművelők Egyesülete együttműködése. A kistelepüléseken rajtuk kívül még a Sportszövetségek, valamint a Gazdakörök listájára lehetett szavazni. A középvárosi polgárok bizalmára pedig további öt szervezet pályázott. Két ipari szaktestület (a megyei és a karcagi szervezet), továbbá a nyugdíjasok, illetve a pedagógusok megyei szervezetei, valamint egy túrkevei művészcsoport.
| Kistelepülési választókerület | Kistelepülési választókerület | Kistelepülési választókerület | Kistelepülési választókerület | Szervezet    | Szervezet                                                     | Szervezet    | Szervezet    | Középvárosi választókerület | Középvárosi választókerület | Középvárosi választókerület | Középvárosi választókerület |
| #.                            | lista neve                    | típusa                        | jelöltek száma                |              | neve                                                          | jellege      | hatóköre     | #.                          | lista neve                  | típusa                      | jelöltek száma              |
| ----------------------------- | ----------------------------- | ----------------------------- | ----------------------------- | ------------ | ------------------------------------------------------------- | ------------ | ------------ | --------------------------- | --------------------------- | --------------------------- | --------------------------- |
| társadalmi szervezetek        |                               |                               |                               |              |                                                               |              |              |                             |                             |                             |                             |
|                               |                               |                               |                               |              | Jász-Nagykun-Szolnok Megyei Iparszövetség                     | társ.        | megyei       | 5.                          | KISZÖV                      | önálló                      | 5                           |
|                               |                               |                               |                               |              | Karcagi Ipartestület                                          | társ.        | helyi        | 1.                          | Karcagi Ipartestület        | önálló                      | 5                           |
| 9.                            | Gazdakörök                    | önálló                        | 5                             |              | Jász-Nagykun-Szolnok Megyei Gazdakörök Szövetsége             | társ.        | megyei       |                             |                             |                             |                             |
|                               |                               |                               |                               |              | Kevi Kör Művészcsoport Egyesület                              | társ.        | megyei       | 10.                         | Kevi KT                     | önálló                      | 5                           |
|                               |                               |                               |                               |              | Jász-Nagykun-Szolnok Megyei Nyugdíjasok Kulturális Egyesülete | társ.        | megyei       | 9.                          | Nyugdíjasok Egyesülete      | önálló                      | 6                           |
|                               |                               |                               |                               |              | Pedagógusok Szakszervezete                                    | társ.        | helyi        | 2.                          | Pedagógusok                 | önálló                      | 7                           |
| 7.                            | Sportszövetségek              | önálló                        | 9                             |              | Jász-Nagykun-Szolnok Megyei Sportszövetségek Szövetsége       | társ.        | megyei       |                             |                             |                             |                             |
| 4.                            | Népfőiskola-Népművelők        | közös                         | 5                             |              | Jász-Nagykun-Szolnok Megyei Népfőiskolai Társaság             | társ.        | megyei       | 12.                         | Népfőiskola-Népművelők      | közös                       | 4                           |
| 4.                            | Népfőiskola-Népművelők        | közös                         | 5                             |              | Jász-Nagykun-Szolnok Megyei Népművelők Egyesülete             | társ.        | megyei       | 12.                         | Népfőiskola-Népművelők      | közös                       | 4                           |
| 2.                            | Települések Szövetsége        | közös                         | 13                            |              | Közép-Tiszamenti Települések Szövetsége                       | társ.        | megyei       |                             |                             |                             |                             |
| 2.                            | Települések Szövetsége        | közös                         | 13                            |              | Jászsági Önkormányzatok Érdekképviseleti Szövetsége           | társ.        | megyei       | 4.                          | Jászsági-Tiszazugi Telep.   | közös                       | 6                           |
| 2.                            | Települések Szövetsége        | közös                         | 13                            |              | Tiszazugi Települések Szövetsége                              | társ.        | megyei       | 4.                          | Jászsági-Tiszazugi Telep.   | közös                       | 6                           |
| országos pártok               |                               |                               |                               |              |                                                               |              |              |                             |                             |                             |                             |
| 1.                            | Munkáspárt                    | önálló                        | 12                            |              | Munkáspárt                                                    | párt         | országos     | 8.                          | Munkáspárt                  | önálló                      | 11                          |
| 3.                            | Fidesz                        | önálló                        | 20                            |              | Fiatal Demokraták Szövetsége                                  | párt         | országos     | 7.                          | Fidesz                      | önálló                      | 15                          |
| 8.                            | SZDSZ                         | önálló                        | 18                            |              | Szabad Demokraták Szövetsége                                  | párt         | országos     | 6.                          | SZDSZ                       | önálló                      | 15                          |
| 6.                            | MSZP                          | önálló                        | 21                            |              | Magyar Szocialista Párt                                       | párt         | országos     | 3.                          | MSZP                        | önálló                      | 19                          |
| 5.                            | FKGP-KDNP-MDF                 | közös                         | 22                            |              | Független Kisgazda-, Földmunkás- és Polgári Párt              | párt         | országos     | 11.                         | FKGP-KDNP-MDF               | közös                       | 18                          |
| 5.                            | FKGP-KDNP-MDF                 | közös                         | 22                            |              | Kereszténydemokrata Néppárt                                   | párt         | országos     | 11.                         | FKGP-KDNP-MDF               | közös                       | 18                          |
| 5.                            | FKGP-KDNP-MDF                 | közös                         | 22                            |              | Magyar Demokrata Fórum                                        | párt         | országos     | 11.                         | FKGP-KDNP-MDF               | közös                       | 18                          |
| 9 lista                       | 9 lista                       | 9 lista                       | 125                           | 19 szervezet | 19 szervezet                                                  | 19 szervezet | 19 szervezet | 12 lista                    | 12 lista                    | 12 lista                    | 116                         |

### Jelöltek
| Kistelepülési választókerület | Lista                     | Lista                                                  | Középvárosi választókerület |
| ----------------------------- | ------------------------- | ------------------------------------------------------ | --------------------------- |
| Járvás István                 |                           | Fidesz                                                 | Gulyás László               |
| dr. Török István              |                           | Gazdakörök                                             |                             |
|                               |                           | Karcagi Ipartestület                                   | Laczik Dénesné              |
|                               |                           | Kevi KT                                                | Kórizs István               |
|                               |                           | KISZÖV                                                 | Simon János                 |
| Szelekovszky István           |                           | FKGP-KDNP-MDF                                          | Pázmándi István             |
| Herbály Imre                  |                           | MSZP                                                   | Iváncsik Imre               |
| Kólya Pál                     |                           | Munkáspárt                                             | Horváth Sándor              |
| dr. Horváth Attila            |                           | Népfőiskola-Népművelők                                 | dr. Vadász István           |
|                               |                           | Nyugdíjasok Szerv.                                     | dr. Király Ferenc           |
|                               |                           | Pedagógosok                                            | Cseh Sándorné               |
| Boros Lajos                   |                           | Sportszövetségek                                       |                             |
| Bobák Zoltán                  |                           | SZDSZ                                                  | dr. Czuczi Mihály           |
| Győriné dr. Czeglédi Márta    |                           | Települések Szövetsége (Tiszamenti-Jászsági-Tiszazugi) |                             |
|                               | Jászsági-Tiszazugi Telep. | Bujdosó József                                         |                             |
|                               |                           |                                                        |                             |

| Munkáspárt |
| --- |
| |
| Kólya Pál |
| dr. Fehér Lajos |
| Danyi István |
| Borsós Gyula |
| Pozsonyi Péter |
| \| További jelöltek \| \| ----------------------- \| \| Mézes Imre \| \| ifj. Szendi Lajos \| \| Vidráné Szijjártó Mária \| \| Somodi Sándor \| \| Csonka Kálmán \| \| László János \| \| Pomázi Ferenc \| |
| További jelöltek |
| Mézes Imre |
| ifj. Szendi Lajos |
| Vidráné Szijjártó Mária |
| Somodi Sándor |
| Csonka Kálmán |
| László János |
| Pomázi Ferenc |

| További jelöltek        |
| ----------------------- |
| Mézes Imre              |
| ifj. Szendi Lajos       |
| Vidráné Szijjártó Mária |
| Somodi Sándor           |
| Csonka Kálmán           |
| László János            |
| Pomázi Ferenc           |

| Települések Szöv. |
| --- |
| |
| Győriné dr. Czeglédi Márta |
| Bordás Imre |
| Molnár Ferenc |
| Ferenczi György |
| Nagy Sándor |
| \| További jelöltek \| \| ------------------ \| \| dr. Harangozó Elek \| \| dr. Koczok Sándor \| \| Molnár Mihály \| \| Bánlaki Zoltán \| \| Polyák Csabáné \| \| Szabó Gyula \| \| Molnár Bálint \| \| Sőregi János \| |
| További jelöltek |
| dr. Harangozó Elek |
| dr. Koczok Sándor |
| Molnár Mihály |
| Bánlaki Zoltán |
| Polyák Csabáné |
| Szabó Gyula |
| Molnár Bálint |
| Sőregi János |

| További jelöltek   |
| ------------------ |
| dr. Harangozó Elek |
| dr. Koczok Sándor  |
| Molnár Mihály      |
| Bánlaki Zoltán     |
| Polyák Csabáné     |
| Szabó Gyula        |
| Molnár Bálint      |
| Sőregi János       |

| Fidesz |
| --- |
| |
| Járvás István |
| Vadas Sándor |
| Vas Imre |
| Rózsa Lajos |
| Boldog István |
| \| További jelöltek \| \| ------------------ \| \| Vincze Ferenc \| \| Lencse József \| \| Krokavecz László \| \| Vasné Fábián Edit \| \| Kornó Edit \| \| Sági István \| \| Péter Róbert \| \| Lukácsi György \| \| Sztruhala József \| \| Gubucz Norbert \| \| Balogh Károlyné \| \| Boldizsár Lajos \| \| Berta Mihály \| \| Rózsáné Dudás Edit \| \| Balogh Lajos \| |
| További jelöltek |
| Vincze Ferenc |
| Lencse József |
| Krokavecz László |
| Vasné Fábián Edit |
| Kornó Edit |
| Sági István |
| Péter Róbert |
| Lukácsi György |
| Sztruhala József |
| Gubucz Norbert |
| Balogh Károlyné |
| Boldizsár Lajos |
| Berta Mihály |
| Rózsáné Dudás Edit |
| Balogh Lajos |

| További jelöltek   |
| ------------------ |
| Vincze Ferenc      |
| Lencse József      |
| Krokavecz László   |
| Vasné Fábián Edit  |
| Kornó Edit         |
| Sági István        |
| Péter Róbert       |
| Lukácsi György     |
| Sztruhala József   |
| Gubucz Norbert     |
| Balogh Károlyné    |
| Boldizsár Lajos    |
| Berta Mihály       |
| Rózsáné Dudás Edit |
| Balogh Lajos       |

| Népfőiskola-Népművelők        |
| ----------------------------- |
|                               |
| dr. Horváth Attila            |
| Turóczyné dr. Veszteg Rozália |
| Nagyné Kiss Mária             |
| Sülye Károlyné                |
| Pénzes István                 |

| FKGP-KDNP-MDF |
| --- |
| |
| Szelekovszky István |
| Nagy Gábor |
| Nagyné dr. Szelmák Erika |
| Tarjányiné Bozóki Erzsébet |
| Szikra Ferenc |
| \| További jelöltek \| \| ---------------------- \| \| Baranyi Mihály \| \| Szalay Pál \| \| Nagy Kálmán \| \| dr. Szőllősi Kálmán \| \| Polgár Gellértné \| \| Horthy Csaba \| \| dr. Cserniczky Gyuláné \| \| Bodócs Emánuel \| \| Hegedüs Jánosné \| \| Fazekas Sándor \| \| Őze Sándor \| \| dr. Gergely Mihályné \| \| Kisbakonyi Zoltánné \| \| Kiss Gyula \| \| Deák Sándor \| \| ifj. Pető Miklós \| \| Péter Miklós \| |
| További jelöltek |
| Baranyi Mihály |
| Szalay Pál |
| Nagy Kálmán |
| dr. Szőllősi Kálmán |
| Polgár Gellértné |
| Horthy Csaba |
| dr. Cserniczky Gyuláné |
| Bodócs Emánuel |
| Hegedüs Jánosné |
| Fazekas Sándor |
| Őze Sándor |
| dr. Gergely Mihályné |
| Kisbakonyi Zoltánné |
| Kiss Gyula |
| Deák Sándor |
| ifj. Pető Miklós |
| Péter Miklós |

| További jelöltek       |
| ---------------------- |
| Baranyi Mihály         |
| Szalay Pál             |
| Nagy Kálmán            |
| dr. Szőllősi Kálmán    |
| Polgár Gellértné       |
| Horthy Csaba           |
| dr. Cserniczky Gyuláné |
| Bodócs Emánuel         |
| Hegedüs Jánosné        |
| Fazekas Sándor         |
| Őze Sándor             |
| dr. Gergely Mihályné   |
| Kisbakonyi Zoltánné    |
| Kiss Gyula             |
| Deák Sándor            |
| ifj. Pető Miklós       |
| Péter Miklós           |

| MSZP |
| --- |
| |
| Herbály Imre |
| Lóczi Miklós |
| Elek Sándor |
| Papp István |
| Laskai István |
| \| További jelöltek \| \| ----------------------------------- \| \| Szekeres János \| \| dr. Edelényi Béláné dr. Mann Ildikó \| \| Kovács Jánosné \| \| Szabó Attila \| \| Mlinárcsek János \| \| Balog László \| \| Massay László \| \| dr. Karácson János \| \| Nagy Vilmos \| \| Rédai János \| \| Juhász Sándorné \| \| dr. Tóth János \| \| Tóth Csaba \| \| Suszter Zsigmond \| \| Szalay István \| \| Varga István \| |
| További jelöltek |
| Szekeres János |
| dr. Edelényi Béláné dr. Mann Ildikó |
| Kovács Jánosné |
| Szabó Attila |
| Mlinárcsek János |
| Balog László |
| Massay László |
| dr. Karácson János |
| Nagy Vilmos |
| Rédai János |
| Juhász Sándorné |
| dr. Tóth János |
| Tóth Csaba |
| Suszter Zsigmond |
| Szalay István |
| Varga István |

| További jelöltek                    |
| ----------------------------------- |
| Szekeres János                      |
| dr. Edelényi Béláné dr. Mann Ildikó |
| Kovács Jánosné                      |
| Szabó Attila                        |
| Mlinárcsek János                    |
| Balog László                        |
| Massay László                       |
| dr. Karácson János                  |
| Nagy Vilmos                         |
| Rédai János                         |
| Juhász Sándorné                     |
| dr. Tóth János                      |
| Tóth Csaba                          |
| Suszter Zsigmond                    |
| Szalay István                       |
| Varga István                        |

| Sportszövetségek |
| --- |
| |
| Boros Lajos |
| dr. Fenyvesi Máté |
| Varga Ferenc |
| Jávor László |
| Szabó András |
| \| További jelöltek \| \| ---------------- \| \| Kovács Béla \| \| Matók István \| \| Nagy Imre \| \| Szurgyi Mihály \| |
| További jelöltek |
| Kovács Béla |
| Matók István |
| Nagy Imre |
| Szurgyi Mihály |

| További jelöltek |
| ---------------- |
| Kovács Béla      |
| Matók István     |
| Nagy Imre        |
| Szurgyi Mihály   |

| SZDSZ |
| --- |
| |
| Bobák Zoltán |
| Erdei Péter |
| dr. Kis Edit |
| Arlett Józsefné |
| Bódi László |
| \| További jelöltek \| \| --------------------- \| \| dr. Balogh Sándor \| \| dr. Szerencsés István \| \| Rottmayer Gusztáv \| \| Papp János \| \| Szakali János \| \| dr. Juhász László \| \| dr. Balogh Ibolya \| \| Paksi József \| \| dr. Őze Sándor \| \| dr. Danicz László \| \| Lukács László \| \| Vona András \| \| Négyesi Zoltán \| |
| További jelöltek |
| dr. Balogh Sándor |
| dr. Szerencsés István |
| Rottmayer Gusztáv |
| Papp János |
| Szakali János |
| dr. Juhász László |
| dr. Balogh Ibolya |
| Paksi József |
| dr. Őze Sándor |
| dr. Danicz László |
| Lukács László |
| Vona András |
| Négyesi Zoltán |

| További jelöltek      |
| --------------------- |
| dr. Balogh Sándor     |
| dr. Szerencsés István |
| Rottmayer Gusztáv     |
| Papp János            |
| Szakali János         |
| dr. Juhász László     |
| dr. Balogh Ibolya     |
| Paksi József          |
| dr. Őze Sándor        |
| dr. Danicz László     |
| Lukács László         |
| Vona András           |
| Négyesi Zoltán        |

| Gazdakörök        |
| ----------------- |
|                   |
| dr. Török István  |
| Tóth Mácsai Árpád |
| dr. Erdei György  |
| Márton Jánosné    |
| Gyurkó Tibor      |

| Karcagi Ipartestület |
| -------------------- |
|                      |
| Laczik Dénesné       |
| dr. Varga László     |
| Ferenczi Elekné      |
| dr. Kapusi Lajos     |
| ifj. Kurucz István   |

| Pedagógusok                                                                                  |
| -------------------------------------------------------------------------------------------- |
|                                                                                              |
| Cseh Sándorné                                                                                |
| dr. Pataki Mihály                                                                            |
| Zsoldos Sándor                                                                               |
| Kuna Imre                                                                                    |
| Felföldi Zoltán                                                                              |
| \| További jelöltek \| \| ------------------- \| \| Andrekovics Tamásné \| \| Baunok Béla \| |
| További jelöltek                                                                             |
| Andrekovics Tamásné                                                                          |
| Baunok Béla                                                                                  |

| További jelöltek    |
| ------------------- |
| Andrekovics Tamásné |
| Baunok Béla         |

| MSZP |
| --- |
| |
| Iváncsik Imre |
| dr. Stanitz Károly |
| Gáspár József |
| Tokár István |
| Jauernik István |
| \| További jelöltek \| \| ---------------------- \| \| dr. Kasuba János \| \| Ozsváth László \| \| Kocsis Emilia Julianna \| \| Búzás Sándor \| \| dr. Györfi György \| \| dr. Jakus Zoltán \| \| Rente Ferenc \| \| Váradi Lászlóné \| \| Szabó Sándor \| \| Lévay Józsefné \| \| Murányi János \| \| dr. Thodory Zsolt \| \| Pataki János \| \| Szicsek János \| |
| További jelöltek |
| dr. Kasuba János |
| Ozsváth László |
| Kocsis Emilia Julianna |
| Búzás Sándor |
| dr. Györfi György |
| dr. Jakus Zoltán |
| Rente Ferenc |
| Váradi Lászlóné |
| Szabó Sándor |
| Lévay Józsefné |
| Murányi János |
| dr. Thodory Zsolt |
| Pataki János |
| Szicsek János |

| További jelöltek       |
| ---------------------- |
| dr. Kasuba János       |
| Ozsváth László         |
| Kocsis Emilia Julianna |
| Búzás Sándor           |
| dr. Györfi György      |
| dr. Jakus Zoltán       |
| Rente Ferenc           |
| Váradi Lászlóné        |
| Szabó Sándor           |
| Lévay Józsefné         |
| Murányi János          |
| dr. Thodory Zsolt      |
| Pataki János           |
| Szicsek János          |

| Jászsági-Tiszazugi Települések                                      |
| ------------------------------------------------------------------- |
|                                                                     |
| Bujdosó József                                                      |
| dr. Répási János                                                    |
| Sóki Antalné                                                        |
| Réz László                                                          |
| dr. Fehér Ibolya                                                    |
| \| További jelöltek \| \| ---------------- \| \| dr. Hajdú Ilona \| |
| További jelöltek                                                    |
| dr. Hajdú Ilona                                                     |

| További jelöltek |
| ---------------- |
| dr. Hajdú Ilona  |

| KISZÖV                 |
| ---------------------- |
|                        |
| Simon János            |
| Laskovics János        |
| Gonda Sándor           |
| Nagyné Horváth Katalin |
| Ratkai Jánosné         |

| SZDSZ |
| --- |
| |
| dr. Czuczi Mihály |
| Papp István |
| dr. Ambrózy Péter |
| Veres Vilmosné |
| Gyuricza Elek |
| \| További jelöltek \| \| ------------------ \| \| dr. Kórizs Tamás \| \| Herbály Kálmán \| \| Marosfalvi Ernő \| \| dr. Szabó Ottó \| \| Ignácz Ervin \| \| dr. Magyar Levente \| \| Radics András \| \| Gubucz Máté \| \| Fodor György \| \| dr. Weszely Ferenc \| |
| További jelöltek |
| dr. Kórizs Tamás |
| Herbály Kálmán |
| Marosfalvi Ernő |
| dr. Szabó Ottó |
| Ignácz Ervin |
| dr. Magyar Levente |
| Radics András |
| Gubucz Máté |
| Fodor György |
| dr. Weszely Ferenc |

| További jelöltek   |
| ------------------ |
| dr. Kórizs Tamás   |
| Herbály Kálmán     |
| Marosfalvi Ernő    |
| dr. Szabó Ottó     |
| Ignácz Ervin       |
| dr. Magyar Levente |
| Radics András      |
| Gubucz Máté        |
| Fodor György       |
| dr. Weszely Ferenc |

| Fidesz |
| --- |
| |
| Gulyás László |
| dr. Fazekas Sándor |
| Búsi Lajos |
| dr. Pataky Csaba |
| Zircher Tibor |
| \| További jelöltek \| \| ------------------- \| \| Laki László \| \| Nagy Mihályné \| \| Csányi Sándor \| \| dr. Kandra Károly \| \| dr. Szécsi Gábor \| \| dr. Görög Tibor \| \| Fazekas János \| \| N. Kiss Csaba \| \| dr. Domán György \| \| Karcagi-Nagy Zoltán \| |
| További jelöltek |
| Laki László |
| Nagy Mihályné |
| Csányi Sándor |
| dr. Kandra Károly |
| dr. Szécsi Gábor |
| dr. Görög Tibor |
| Fazekas János |
| N. Kiss Csaba |
| dr. Domán György |
| Karcagi-Nagy Zoltán |

| További jelöltek    |
| ------------------- |
| Laki László         |
| Nagy Mihályné       |
| Csányi Sándor       |
| dr. Kandra Károly   |
| dr. Szécsi Gábor    |
| dr. Görög Tibor     |
| Fazekas János       |
| N. Kiss Csaba       |
| dr. Domán György    |
| Karcagi-Nagy Zoltán |

| Munkáspárt |
| --- |
| |
| Horváth Sándor |
| Kántor István |
| Konyhás Mihály |
| Takács Imre |
| Szurcsik István |
| \| További jelöltek \| \| ---------------- \| \| Balogh Zsigmond \| \| Füleki Sándor \| \| Szabó Zoltánné \| \| Szilágyi András \| \| Bencsik Mihály \| \| Beke András \| |
| További jelöltek |
| Balogh Zsigmond |
| Füleki Sándor |
| Szabó Zoltánné |
| Szilágyi András |
| Bencsik Mihály |
| Beke András |

| További jelöltek |
| ---------------- |
| Balogh Zsigmond  |
| Füleki Sándor    |
| Szabó Zoltánné   |
| Szilágyi András  |
| Bencsik Mihály   |
| Beke András      |

| Nyugdíjasok                                                          |
| -------------------------------------------------------------------- |
|                                                                      |
| dr. Király Ferenc                                                    |
| Dénes Pál                                                            |
| dr. Nagy József                                                      |
| Harsányi Istvánné                                                    |
| Gavaldik Mihály                                                      |
| \| További jelöltek \| \| ---------------- \| \| dr. Bakos Imréné \| |
| További jelöltek                                                     |
| dr. Bakos Imréné                                                     |

| További jelöltek |
| ---------------- |
| dr. Bakos Imréné |

| Kevi KT         |
| --------------- |
|                 |
| Kórizs István   |
| Herczegh László |
| Gyenes Gyula    |
| Kun Lászlóné    |
| Takács András   |

| FKGP-KDNP-MDF |
| --- |
| |
| Pázmándi István |
| Szabó József |
| Szádvári Gábor |
| Tornyi Győző |
| dr. Bérces Anna |
| \| További jelöltek \| \| ------------------- \| \| dr. Boros Dezső \| \| Mihály Márton \| \| Karászi Julianna \| \| Molnár István \| \| Németh István \| \| Török András \| \| Nagy Kálmán \| \| Deák György \| \| Hajdú István György \| \| Sáfár Gyula \| \| Csajkovich Károly \| \| Szabó Csaba \| \| Tóth László \| |
| További jelöltek |
| dr. Boros Dezső |
| Mihály Márton |
| Karászi Julianna |
| Molnár István |
| Németh István |
| Török András |
| Nagy Kálmán |
| Deák György |
| Hajdú István György |
| Sáfár Gyula |
| Csajkovich Károly |
| Szabó Csaba |
| Tóth László |

| További jelöltek    |
| ------------------- |
| dr. Boros Dezső     |
| Mihály Márton       |
| Karászi Julianna    |
| Molnár István       |
| Németh István       |
| Török András        |
| Nagy Kálmán         |
| Deák György         |
| Hajdú István György |
| Sáfár Gyula         |
| Csajkovich Károly   |
| Szabó Csaba         |
| Tóth László         |

| Népfőiskola-Népművelők |
| ---------------------- |
|                        |
| dr. Vadász István      |
| Sisa József            |
| Fekete Imre            |
| dr. Kerek Béla         |
|                        |

## A szavazás menete
A választást 1994. december 11-én bonyolították le. A választópolgárok reggel 6 órától kezdve adhatták le a szavazataikat, egészen a 19 órás urnazárásig.
A választás alapvetően rendben zajlott le, egyetlen fontosabb ügy került a megyei választási bizottság elé. A választás napjának reggelén a túrkevei Kevi Kör Művészcsoport Egyesület képviselője jelezte, hogy a szervezet jelképe nem szerepel a megyei közgyűlési választásra szolgáló szavazólapon. A választási bizottság megállapította, hogy nyomdai hiba miatt nem szerepel a szavazólapon az embléma, de ez a hiba a szavazás eredményét nem befolyásolhatja.

### Részvétel
| szavazó 46,0% | távolmaradó 54,0% |

| érvényes 91,8% |

| szavazó 46,0% | távolmaradó 54,0% |

| érvényes 91,8% |

Öt szavazópolgárra hat távolmaradó jutott
A 271 ezer szavazásra jogosult polgárból 125 ezer vett részt a választásokon (46%). Közülük tízezren szavaztak érvénytelenül (8,2%).
A részvételi hajlandóság jelentősen eltért a két választókerületben. Míg a kistelepüléseken a polgárok több mint fele ment el szavazni, addig a középvárosi kerületben ez az arány nem érte el a 40%-ot. A választói kedv a megye északkeleti sarkában fekvő Nagyiván községben volt a legmagasabb (77%), a legalacsonyabb pedig a Tisza felső folyásánál található Tiszasülyön (34%).
Az érvénytelen szavazatok aránya mind a két választókerületben magas volt (8,8%-7,3%).
| távolmaradó 49,0% | szavazó 51,0% |

|  | érvényes 91,2% |

| távolmaradó 49,0% | szavazó 51,0% |

|  | érvényes 91,2% |

| szav. 39,9% | távolmaradó 60,1% |

| érv. 92,7% |

| szav. 39,9% | távolmaradó 60,1% |

| érv. 92,7% |

| távolmaradó 49,0% | szavazó 51,0% |

|  | érvényes 91,2% |

| távolmaradó 49,0% | szavazó 51,0% |

|  | érvényes 91,2% |

| szav. 39,9% | távolmaradó 60,1% |

| érv. 92,7% |

| szav. 39,9% | távolmaradó 60,1% |

| érv. 92,7% |

## Eredmények
| Lista                     | Lista                  | Érvényes szavazat | Érvényes szavazat | Küszöb | Küszöb | Képviselő | Képviselő |
| Lista                     | Lista                  | Érvényes szavazat | Érvényes szavazat | kt     | kv     | Képviselő | Képviselő |
| ------------------------- | ---------------------- | ----------------- | ----------------- | ------ | ------ | --------- | --------- |
|                           | MSZP                   | 36 164            | 31,56%            | ✓      | ✓      | 14        | 35,0%     |
|                           | FKGP-KDNP-MDF          | 28 890            | 25,22%            | ✓      | ✓      | 11        | 27,5%     |
|                           | SZDSZ                  | 13 980            | 12,20%            | ✓      | ✓      | 6         | 15,0%     |
|                           | Fidesz                 | 9 615             | 8,39%             | ✓      | ✓      | 4         | 10,0%     |
|                           | Települések Szövetsége | 7 300             | 6,37%             | ✓      |        | 2         | 5,0%      |
| Jászsági-Tiszazugi Telep. |                        | 7 300             | 6,37%             | ✗      |        | 2         | 5,0%      |
|                           | Munkáspárt             | 6 830             | 5,96%             | ✓      | ✓      | 2         | 5,0%      |
|                           | Pedagógusok            | 1 963             | 1,71%             |        | ✓      | 1         | 2,5%      |
|                           | Népfőiskola-Népművelők | 2 460             | 2,15%             | ✗      | ✗      | 0         |           |
|                           | Sportszövetségek       | 2 014             | 1,76%             | ✗      |        | 0         |           |
|                           | Nyugdíjasok            | 1 791             | 1,56%             |        | ✗      | 0         |           |
|                           | Gazdakörök             | 1 313             | 1,15%             | ✗      |        | 0         |           |
|                           | Karcagi Ipartestület   | 876               | 0,76%             |        | ✗      | 0         |           |
|                           | KISZÖV                 | 687               | 0,60%             |        | ✗      | 0         |           |
|                           | Kevi KT                | 687               | 0,60%             |        | ✗      | 0         |           |
| Összesen                  | Összesen               | 114 570           |                   |        |        | 40        |           |

Első helyen az MSZP végzett, második a jobboldali közös lista lett. Az MSZP 14, az FKGP, a KDNP és az MDF 11 képviselői helyet szerzett. A szabaddemokraták hat, a Fidesz négy megyeházi székhez jutott. Két-két megbízottal képviseltethette magát a közgyűlésben a Települések Szövetsége és a Munkáspárt, és egy képviselővel a pedagógusok is jelen lehettek a megye asztalánál. További nyolc megyei társadalmi szervezet azonban nem érte el a bejutáshoz szükséges támogatottságot.

### Választókerületenként
| Lista    | Lista                  | Érvényes szavazat | Érvényes szavazat | Küszöb | Képviselő | Képviselő |
| -------- | ---------------------- | ----------------- | ----------------- | ------ | --------- | --------- |
|          | MSZP                   | 22 348            | 32,18%            | ✓      | 8         | 36,4%     |
|          | FKGP-KDNP-MDF          | 19 195            | 27,64%            | ✓      | 6         | 27,3%     |
|          | SZDSZ                  | 7 817             | 11,26%            | ✓      | 3         | 13,6%     |
|          | Települések Szövetsége | 5 775             | 8,32%             | ✓      | 2         | 9,1%      |
|          | Fidesz                 | 5 188             | 7,47%             | ✓      | 2         | 9,1%      |
|          | Munkáspárt             | 4 194             | 6,04%             | ✓      | 1         | 4,5%      |
|          | Sportszövetségek       | 2 014             | 2,90%             | ✗      | 0         |           |
|          | Népfőiskola-Népművelők | 1 593             | 2,29%             | ✗      | 0         |           |
|          | Gazdakörök             | 1 313             | 1,89%             | ✗      | 0         |           |
| Összesen | Összesen               | 69 437            |                   | 6/9    | 22        |           |

| Lista    | Lista                          | Érvényes szavazat | Érvényes szavazat | Küszöb | Képviselő | Képviselő |
| -------- | ------------------------------ | ----------------- | ----------------- | ------ | --------- | --------- |
|          | MSZP                           | 13 816            | 30,61%            | ✓      | 6         | 33,3%     |
|          | FKGP-KDNP-MDF                  | 9 695             | 21,48%            | ✓      | 5         | 27,8%     |
|          | SZDSZ                          | 6 163             | 13,66%            | ✓      | 3         | 16,7%     |
|          | Fidesz                         | 4 427             | 9,81%             | ✓      | 2         | 9,1%      |
|          | Munkáspárt                     | 2 636             | 5,84%             | ✓      | 1         | 5,6%      |
|          | Pedagógusok                    | 1 963             | 4,35%             | ✓      | 1         | 5,6%      |
|          | Nyugdíjasok                    | 1 791             | 3,97%             | ✗      |           |           |
|          | Jászsági-Tiszazugi Települések | 1 525             | 3,38%             | ✗      |           |           |
|          | Karcagi Ipartestület           | 876               | 1,94%             | ✗      |           |           |
|          | Népfőiskola-Népművelők         | 867               | 1,92%             | ✗      |           |           |
|          | KISZÖV                         | 687               | 1,52%             | ✗      |           |           |
|          | Kevi KT                        | 687               | 1,52%             | ✗      |           |           |
| Összesen | Összesen                       | 45 133            |                   | 6/12   | 18        |           |

A két választókerületben hasonló számú képviselői helyet osztottak ki: kistelepülésiben 22-t, míg a középvárosi kerületben 18-at.
A kistelepülési választókerületben 69 ezer érvényes szavazatot számoltak össze a szavazatszámláló bizottságok tagjai. A szavazatok közel harmadát a szocialisták kapták, míg a jobboldali összefogás a voksok bő negyedét szerezte meg. Harmadik helyen a szabaddemokraták végeztek. Az MSZP 8, az FKGP-KDNP-MDF közös lista 6, az SZDSZ 3 képviselői helyhez jutott.
A kistelepülési választókerületben 2 778 szavazatra volt szükség a 4%-os küszöb eléréséhez. Ezt a fentieken túl még három lista lépte át. A Települések Szövetsége és a Fidesz kettő-kettő, míg a Munkáspárt egy megyeházi helyhez jutott. Nem érte el a küszöböt három további lista.
A középvárosi választókerületben 45 ezer érvényes szavazatot adtak le a választópolgárok. A voksok szűk harmada az MSZP listájára érkezett, bő ötöde pedig a jobboldali közös listára. A szocialisták hat, az FKGP, a KDNP és az MDF öt képviselőt küldhettek a megyeházára a középvárosi polgárok bizalmából. A szabaddemokraták három, a fiatal demokraták kettő, a Munkáspárt és a pedagógusok pedig egy-egy közgyűlési helyhez jutottak.
A 4%-os küszöböt 1 806 szavazat jelentette. A nyugdíjasok szervezete tizenöt szavazattal maradt el ettől, a jászsági és tiszazugi települések szövetsége pedig közel háromszázzal. További négy lista viszont igen távol maradt a bejutástól.
| Lista                       | Választókerület | Eltérés  | Eltérés |
| Lista                       | Választókerület | Szavazat | %p      |
| --------------------------- | --------------- | -------- | ------- |
| Nyugdíjasok                 | középvárosi     | −15      | -0,03   |
| Pedagógusok                 | középvárosi     | 157      | +0,35   |
| Jászsági és Tiszazugi Szöv. | középvárosi     | −281     | -0,63   |

## Az új közgyűlés
| \| 14 \| 11 \| 6 \| 4 \| 2 \| 2 \| 1 \| |                        |            |            |   |   |   |
| Szervezetek                             | Szervezetek            | Képviselők | Képviselők |   |   |   |
|                                         | MSZP                   | 14         | 35,0%      |   |   |   |
|                                         | FKGP-KDNP-MDF          | 11         | 27,5%      |   |   |   |
|                                         | SZDSZ                  | 6          | 15,0%      |   |   |   |
|                                         | Fidesz                 | 4          | 10,0%      |   |   |   |
|                                         | Települések Szövetsége | 2          | 5,0%       |   |   |   |
|                                         | Munkáspárt             | 2          | 5,0%       |   |   |   |
|                                         | Pedagógusok            | 1          | 2,5%       |   |   |   |
| Összesen                                | Összesen               | 40         |            |   |   |   |
| 14                                      | 11                     | 6          | 4          | 2 | 2 | 1 |

| Elnök         | Elnök | Elnök  |
| ------------- | ----- | ------ |
| Iváncsik Imre |       |        |
|               |       |        |
| MSZP          |       |        |
|               |       |        |
| Alelnökök     |       |        |
| Búsi Lajos    |       | Fidesz |
| Szabó József  |       | FKGP   |
| Herbály Imre  |       | MSZP   |
|               |       |        |

A választás utáni napokban koalíciós tárgyalások kezdődtek. Az első napokban egy MSZP-SZDSZ-Fidesz együttműködés látszott körvonalazódni. Ám néhány nap múltán jelentősen más irányba fordultak a dolgok. Az MSZP végül a fiatal demokraták mellett a jobboldali pártokkal állapodott meg.
Ennek értelmében december 23-án, az új közgyűlés alakuló ülésén Iváncsik Imrét, a szocialisták kistelepülési listavezetőjét választották elnökké. Főállású alelnökké a mezőtúri református általános iskola tanárának, Búsi Lajosnak szavaztak bizalmat, a Fidesz soraiból. Társadalmi megbízatású alelnökké a szocialisták képviselőjét, a kunhegyesi gépészmérnököt, Herbály Imrét, valamint a kisgazda Szabó Józsefet, a törökszentmiklósi református iskola tanárát választották meg.

### A megválasztott képviselők
| MSZP                                |
| ----------------------------------- |
|                                     |
| kistelepülések                      |
| Herbály Imre                        |
| Lóczi Miklós                        |
| Elek Sándor                         |
| Papp István                         |
| Laskai István                       |
| Szekeres János                      |
| dr. Edelényi Béláné dr. Mann Ildikó |
| Kovács Jánosné                      |
| középvárosok                        |
| Iváncsik Imre                       |
| dr. Stanitz Károly                  |
| Gáspár József                       |
| Tokár István                        |
| Jauernik István                     |
| dr. Kasuba János                    |

| FKGP-KDNP-MDF              |
| -------------------------- |
|                            |
| kistelepülések             |
| Szelekovszky István        |
| Nagy Gábor                 |
| Nagyné dr. Szelmák Erika   |
| Tarjányiné Bozóki Erzsébet |
| Szikra Ferenc              |
| Baranyi Mihály             |
| középvárosok               |
| Pázmándi István            |
| Szabó József               |
| Szádvári Gábor             |
| Tornyi Győző               |
| dr. Bérces Anna            |

| SZDSZ             |
| ----------------- |
|                   |
| kistelepülések    |
| Bobák Zoltán      |
| Erdei Péter       |
| dr. Kis Edit      |
| középvárosok      |
| dr. Czuczi Mihály |
| Papp István       |
| dr. Ambrózy Péter |

| Fidesz             |
| ------------------ |
|                    |
| kistelepülések     |
| Járvás István      |
| Vadas Sándor       |
| középvárosok       |
| Gulyás László      |
| dr. Fazekas Sándor |

| Települések Szöv.          |
| -------------------------- |
|                            |
| kistelepülések             |
| Győriné dr. Czeglédi Márta |
| Bordás Imre                |

| Munkáspárt     |
| -------------- |
|                |
| kistelepülések |
| Kólya Pál      |
| középvárosok   |
| Horváth Sándor |

| Pedagógusok   |
| ------------- |
|               |
| középvárosok  |
| Cseh Sándorné |

### MTI hírek
- http://archiv1988-2005.mti.hu

A Magyar Távirati Iroda archívuma elérhető a világhálón, abban az 1988 óta megjelent hírek szabadon kereshetők. Ugyanakkor a honlap olyan technológiával készült, hogy az egyes hírekre nem lehet közvetlen hivatkozást (linket) megadni. Így a kereséshez szükséges alapadatok megadásával újra ki kell keresni az adott hír (cím kulcsszavai, dátum megadása).
1. ↑  MTI hír: „A Jász-Nagykun-Szolnok Megyei Közgyűlés alakuló ülése”, Magyar Távirati Iroda, 1990. december 14. (Hozzáférés: 2018. május 4.)
2. ↑  MTI hír: „Megalakult a Jász-Nagykun-Szolnok Megyei Közgyűlés”, Magyar Távirati Iroda, 1994. december 23. (Hozzáférés: 2018. május 7.)